# Balena franca del Pacífic nord
La balena franca del Pacífic nord (Eubalaena japonica) és una espècie molt grossa i robusta de balena que fou comuna al Pacífic nord fins al 1840.
Seguint el lideratge dels britànics de la caça de balenes, els vaixells nord-americans van navegar per primera vegada pel Pacífic Sud el 1791, i a finals de la dècada havien arribat a l'est del Pacífic Nord. A la dècada de 1820, els baleners havien començat a utilitzar Lahaina, Hawaii, com a base per a la caça de catxalots. La flota balenera del Pacífic Nord dedicada a la caça de les balenes franques va acabar poc després de 1848, quan un balener es va aventurar a través de l'estret de Bering i va descobrir poblacions de balenes de Groenlàndia no explotades. En ser més abundants, més fàcils de capturar i amb un rendiment molt més gran, la majoria dels baleners s'hi van dedicar ràpidament, i atès que vivien més al nord que les balenes franques, la pressió de caça sobre les balenes franques va disminuir ràpidament, però actualment és molt rara i sembla haver-hi dues poblacions de l'espècie al Pacífic nord. Una població que viu al sud-est del mar de Bering i l'est del Pacífic nord podria comptar amb 50 animals o menys. Una població molt poc coneguda del mar d'Okhotsk, entre les illes Kurils i l'illa russa de Sakhalín podria comptar amb 300 animals o més, però gairebé no se'n té informació.
La Unió Internacional per a la Conservació de la Natura classifica l'espècie com a "En perill d'extinció" i classifica la població del Pacífic nord-est com a "En perill crític", i el Center for Biological Diversity la considera l'espècie de balena més en perill de les existents.